# Carhuacallanga
Carhuacallanga es una localidad del Departamento de Junín. Es la capital del Distrito de Carhuacallanga  que conforma, junto con otros 27 distritos, la provincia de Huancayo, ubicada en la zona andina del Canipaco, en el Perú.
Tiene varios atractivos turísticos como: la Iglesia Matriz hecho de piedras talladas, Sayhue  a donde concurren los turistas a tomar fotos al pueblo y también de allí se ve el río Canipaco  y muchos atractivos más.